# Thore Segelström
Thore Segelström, egentligen Tore Oscar Segelström, född 1 mars 1921 i Eskilstuna, död 5 mars 1999 på Ibiza Spanien, var en svensk skådespelare.
Han är gravsatt i minneslunden på Skogskyrkogården i Stockholm.

## Filmografi i urval
- 1952 – Kalle Karlsson från Jularbo
- 1956 – Kalle Stropp, Grodan Boll och deras vänner
- 1956 – Sången om den eldröda blomman
- 1957 – 91:an Karlsson slår knock out
- 1958 – Laila
- 1965 – En historia till fredag (TV-serie)
- 1966 – Prinsessan
- 1973 – Ett köpmanshus i skärgården (TV-serie)
- 1973 – Smutsiga fingrar
- 1975 – Släpp fångarne loss – det är vår!
- 1976 – Förvandlingen
- 1977 – Ärliga blå ögon (TV-serie)
- 1977 – 91:an och generalernas fnatt
- 1977 – Mackan
- 1979 – Mor gifter sig (TV-serie)
- 1979 – Katitzi (TV-serie)
- 1980 – Mördare! Mördare!
- 1980 – Sverige åt svenskarna
- 1981 – Fem dagar i december (TV-serie)
- 1982 – Skulden (TV-serie)
- 1983 – Andra dansen
- 1985 – Rid i natt! (TV-serie)
- 1986 – Sammansvärjningen

## Teater

### Roller (ej komplett)
| År   | Roll | Produktion | Regi            | Teater                    |
| ---- | ---- | --- | --------------- | ------------------------- |
| 1961 |      | De löjliga preciöserna (Les Précieuses Ridicules) Molière                                                          | Bernhard Krook  | Parkteatern               |
| 1961 |      | Vänta så vackert Axel Strindberg                                                                                   | Anders Ångström | Alléteatern               |
| 1965 |      | Maskerad (Mascarade) Ludvig Holberg                                                                                | Ellen Bergman   | Fästningsspelen i Varberg |
| 1967 |      | Peer Gynt Henrik Ibsen                                                                                             | Jerk Liljefors  | Riksteatern               |
| 1968 |      | Don Perlimplins kärlek till den vita Belisa (Amor de don Perlimplín con Belisa en su jardín) Federico Garcia Lorca | Maja Thulin     | Pionjärteatern            |